# Paola Pérez
Paola Valentina Pérez Sierra (San Cristóbal, 5 de abril de 1991) é uma maratonista aquática venezuelana.

## Carreira

### Rio 2016
Pérez competiu nos 10 km feminino nos Jogos Olímpicos de Verão de 2016, ficando na 20ª colocação.